# Malarstwo temperowe

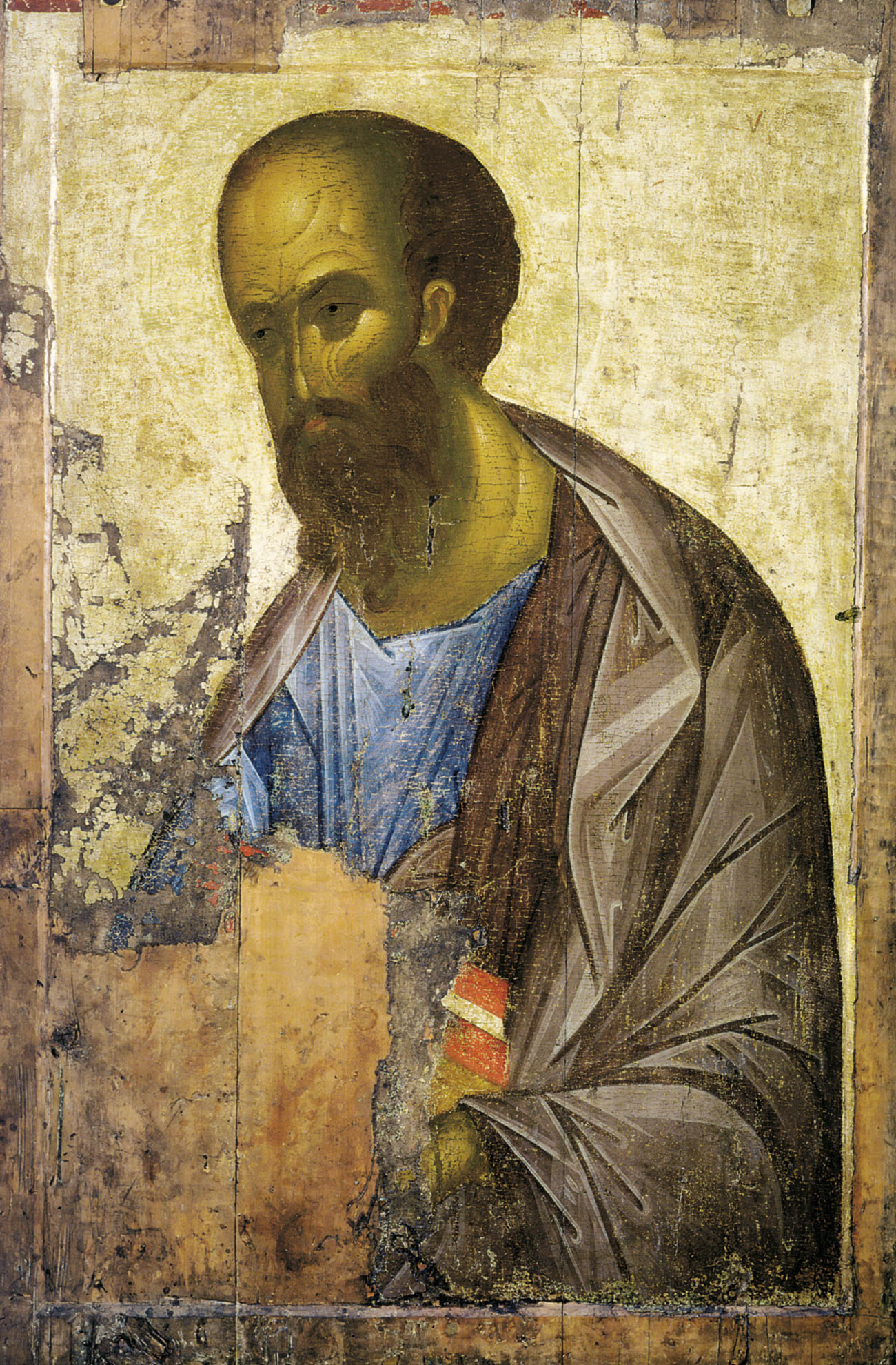
Andriej Rublow, Św. Paweł – malarstwo temperowe

Malarstwo temperowe – technika malowania przy użyciu farb temperowych oraz dzieła malarskie powstałe w tej technice. Malarstwo to, znane od starożytności, było wiodącą techniką malowania w okresie średniowiecza.
Tempera, w której spoiwo barwników jest organiczne, to najczęstsza i najtrwalsza technika, obok woskowej.
Podstawowym wyróżnikiem tej techniki jest zastosowanie jako spoiwa farb (lub ew. medium) tzw. emulsji temperowej. Istnieje wiele przepisów na spoiwo temperowe z połączenia 3 składników:
- fazy tłustej (np. olej schnący lub werniks),
- fazy wodnej (woda lub roztwór wodnego kleju)
- emulgatora, który umożliwia zmieszanie faz w jednolite spoiwo; jest to najważniejszy składnik emulsji temperowej.